# Havanna Heat Club
Havanna Heat Club war eine Rockband aus Berlin und existierte von Juli 2000 bis Oktober 2009.

## Geschichte
Tim Gärtner (Bass) und Johannes Gotaut spielten mit ihrer damaligen Band „dikk.o.d“ im Sommer 1999 im Pool-Club und lernten so die Betreiber Uwe Quicker und Markus Reichardt (Schlagzeuger, mit Uwe ex-„The Voice“) kennen. Ein Jahr später, nach dem Ende von dikk.o.d und der Schließung des Pool Clubs gründen die
vier Havanna Heat Club. Mit ihrem Soundmix aus Motörhead und The Bones fanden sie nicht nur in Berlin Fans, die die Band auf Gigs mit Gluecifer, Mad Sin oder D.A.D. unterstützten.
Da Teddy mit seinem PA-Verleih viel zu tun hatte, gab er seinen Platz bald an Stefan ab, der unter dem Proberaum der Band seine Autowerkstatt hatte und die Songs ohnehin schon auswendig konnte.
Nach diversen Demos erschien im Dezember 2004 dank HHC-Fan und Künstler Franz Ackermann das von Harris Johns aufgenommene und produzierte selbstbetitelte Debüt mit 13 Songs – zunächst nur auf Vinyl und mit Release-Gigs u. a. sogar im New Yorker CBGB’s. Das Wild At Heart, Berliner Pendant zum New Yorker Kultschuppen und wichtige Anlaufstelle für HHC-Gigs, veröffentlichte im darauf folgenden Jahr die CD-Version auf dem hauseigenen Label.
Martin Dahl, früher mit d-Base 5 unterwegs, ersetzte einige Zeit später Tim in der Position als Bassmann. Seinem Einstieg folgte allerdings zunächst eine Pause: Uwe bekam Nachwuchs und Johannes leitete ein größeres Bauprojekt. Erst im Frühjahr 2008 stieg die Band wieder voll ins Geschäft ein, dann auch gleich mit den Aufnahmen zum zweiten Album (Specially Made for Your Satisfaction, wieder mit Harris Johns, erschienen im November 2008) und einer Support-Tour für die australischen Kultrocker Rose Tattoo.
Im Sommer 2009 war klar, dass Johannes die wachsenden beruflichen Anforderungen nicht mehr mit dem Bandbetrieb vereinbaren kann. Einvernehmlich wurde die Band aufgelöst und spielte am 23. Oktober 2009 ihren Abschiedsgig im White Trash.

## Diskografie
- 2000: Havanna Heat Club (Promo-EP, Eigenveröffentlichung)
- 2004: Havanna Heat Club (Promo-EP, Eigenveröffentlichung)
- 2004: Havanna Heat Club (Album, Wild at Heart Records / DSS Records)
- 2008: Specially Made for Your Satisfaction (Album, Nice Boyz Records)